# Flugplatz Trier-Föhren

i7
i11
i13
Der Verkehrslandeplatz Trier-Föhren (ICAO-Code: EDRT) ist für Luftfahrzeuge bis 15.000 kg zugelassen und liegt bei Föhren in der Region Trier. Betreiber des Flugplatzes ist die Flugplatz Trier GmbH.

## Geschichte
Der Flugplatz wurde errichtet, um den seit 1910 in Betrieb befindlichen Flugplatz Trier-Euren zu ersetzen, auf dessen Gelände ein Gewerbe- und Industriegebiet entstehen sollte. Der Flugplatz Trier-Föhren wurde 1972 fertiggestellt, der Vertrag zur Verlegung aber erst am 5. September 1974 unterschrieben. Es dauerte bis 1977, ehe alle Nutzer des alten Flugplatzes umgesiedelt waren.

## Infrastruktur und Nutzung
Der Flugplatz Trier-Föhren verfügt über weitläufig in Beton ausgebaute Betriebsflächen mit Rollwegen und Service-/Abstellfeldern. Des Weiteren existiert ein Bereich für Ultraleichtflugzeuge. Der Flugplatz ist ganzjährig geöffnet und wird hauptsächlich für Rundflüge, Charter- und Geschäftsflüge von Geschäftsreisenden sowie von Unternehmen im gewerblichen Verkehr genutzt. Weiterer Nutzungszweck ist die Ausbildung von Privatpiloten und Fallschirmspringern. Des Weiteren fand hier jährlich ein großes Heißluftballontreffen statt.
Angeschlossen an den Flugplatz befindet sich der Industriepark Region Trier.

### Ansässige Vereine
- Fliegerclub Region Trier e. V.
- Fallschirmsportclub Trier e. V.
- Jugendförderverein Flugplatz Trier e. V.

## Zwischenfälle
Am 12. Januar 2014 streifte eine Cessna Citation im Anflug auf den Flugplatz bei dichtem Nebel einen Strommasten und stürzte ab. Dabei kamen alle vier Insassen – der Pilot, der Copilot und ein Ehepaar – ums Leben (siehe auch Flugunfall bei Trier 2014).